# Diguetinus raptator
Genre
Espèce
Diguetinus raptator, unique représentant du genre Diguetinus, est une espèce d'opilions eupnois de la famille des Globipedidae.

## Distribution
Cette espèce est endémique du Mexique. Elle se rencontre au Jalisco, au Michoacán et dans l'État de Mexico.

## Publication originale
- Roewer, 1912 : « Revision der Opiliones Palpatores (= Opiliones Plagiostethi). II. Teil: Familie der Phalangiidae. (Subfamilien: Sclerosomini, Oligolophini, Phalangiini). » Abhandlungen aus dem Gebiete der Naturwissenschaften, herausgegeben vom Naturwissenschaftlichen Verein in Hamburg, vol. 20, p. 1–295.